# ماتياس زيمارمان (لاعب كرة قدم)
ماتياس زيمارمان (بالألمانية: Matthias Zimmermann)‏ هو لاعب كرة قدم ألماني، ولد في 14 سبتمبر 1970 في تروستبرغ في ألمانيا. لعب مع بايرن ميونخ الثاني وبايرن ميونخ ونادي أونترهاخينغ.

## وصلات خارجية
- ماتياس زيمارمان (لاعب كرة قدم) على موقع قاعدة بيانات كرة القدم.إي يو (الإنجليزية)
- ماتياس زيمارمان (لاعب كرة قدم) على موقع بيانات كرة القدم. دي إي (الألمانية)
- ماتياس زيمارمان (لاعب كرة قدم) على موقع عالم كرة القدم.نت (الإنجليزية)